# Gail Deversová
Yolanda Gail Deversová, nepřechýleně Yolanda Gail Devers (* 19. listopadu 1966 Seattle, Washington) je bývalá americká atletka, sprinterka, dvojnásobná olympijská vítězka a mistryně světa v běhu na 100 metrů a trojnásobná mistryně světa v běhu na 100 metrů překážek. Též vybojovala tři zlaté medaile na halových MS v běhu na 60 metrů.

## Zdravotní obtíže
Na počátku své kariéry se musela potýkat s těžkou nemocí. Ve věku 24 let jí byla lékaři diagnostikována tzv. Gravesova choroba. Ta se projevuje zvýšenou činností štítné žlázy a pacient je nucen podstoupit chemoterapii a masivní ozařování.

## Zajímavost
Gail Deversová proslula svými několikacentimetrovými zahnutými nalakovanými nehty, se kterými i vyhrávala své závody. Ty navíc byly považovány za její značku a image.

## Sportovní úspěchy
| Rok  | Závod                        | Místo                | Umístění   | Výkon   | Disciplína |
| ---- | ---------------------------- | -------------------- | ---------- | ------- | ---------- |
| 1987 | Panamerické hry              | Indianapolis, USA    | 1.         | 11,14 s | 100 m      |
| 1988 | Letní olympijské hry 1988    | Soul, Jižní Korea    | semifinále | 13,51 s | 100 m př.  |
| 1991 | Mistrovství světa v atletice | Tokio, Japonsko      | 2.         | 12,63 s | 100 m př.  |
| 1992 | Letní olympijské hry 1992    | Barcelona, Španělsko | 1.         | 10,82 s | 100 m      |
| 1992 | Letní olympijské hry 1992    | Barcelona, Španělsko | 5.         | 12,75 s | 100 m př.  |
| 1993 | HMS 1993                     | Toronto, Kanada      | 1.         | 6,95 s  | 60 m       |
| 1993 | Mistrovství světa v atletice | Stuttgart, Německo   | 1.         | 12,46 s | 100 m př.  |
| 1993 | Mistrovství světa v atletice | Stuttgart, Německo   | 1.         | 10,82 s | 100 m      |
| 1995 | Mistrovství světa v atletice | Göteborg, Švédsko    | 1.         | 12,68 s | 100 m př.  |
| 1996 | Letní olympijské hry 1996    | Atlanta, USA         | 4.         | 12,66 s | 100 m př.  |
| 1996 | Letní olympijské hry 1996    | Atlanta, USA         | 1.         | 10,94 s | 100 m      |
| 1996 | Letní olympijské hry 1996    | Atlanta, USA         | 1.         | 41,95 s | 4 × 100 m  |
| 1996 | Finále Grand Prix            | Milán, Itálie        | 2.         | 10,83 s | 100 m      |
| 1997 | HMS 1997                     | Paříž, Francie       | 1.         | 7,06 s  | 60 m       |
| 1999 | HMS 1999                     | Maebaši, Japonsko    | 2.         | 7,02 s  | 60 m       |
| 1999 | Mistrovství světa v atletice | Sevilla, Španělsko   | 1.         | 12,37 s | 100 m př.  |
| 1999 | Mistrovství světa v atletice | Sevilla, Španělsko   | 5.         | 10,95 s | 100 m      |
| 2000 | Finále Grand Prix            | Dauhá, Katar         | 1.         | 12,85 s | 100 m př.  |
| 2001 | Mistrovství světa v atletice | Edmonton, Kanada     | 2.         | 12,54 s | 100 m př.  |
| 2002 | Finále Grand Prix            | Paříž, Francie       | 1.         | 12,51 s | 100 m př.  |
| 2002 | Světový pohár                | Madrid, Španělsko    | 1.         | 12,65 s | 100 m př.  |
| 2003 | HMS 2003                     | Birmingham, Anglie   | 1.         | 7,81 s  | 60 m př.   |
| 2003 | Mistrovství světa v atletice | Paříž, Francie       | semifinále | 12,87 s | 100 m př.  |
| 2003 | Mistrovství světa v atletice | Paříž, Francie       | 7.         | 11,11 s | 100 m      |
| 2003 | Světové atletické finále     | Monako               | 1.         | 12,45 s | 100 m př.  |
| 2004 | HMS 2004                     | Budapešť, Maďarsko   | 2.         | 7,78 s  | 60 m př.   |
| 2004 | HMS 2004                     | Budapešť, Maďarsko   | 1.         | 7,08 s  | 60 m       |
| 2004 | Letní olympijské hry 2004    | Athény, Řecko        | semifinále | 11,22 s | 100 m      |

## Osobní rekordy
Hala
- 60 m – (6,95 s – 12. března 1993, Toronto) – 2. místo v dlouhodobých tabulkách
- 60 m překážek – (7,74 s – 1. března 2003, Boston) – 7. místo v dlouhodobých tabulkách

Dráha
- 100 m – (10,82 s – 1. srpna 1992, Barcelona)
- 100 m překážek – (12,33 s – 23. července 2000, Sacramento) – 4. místo v dlouhodobých tabulkách